# Az Adam Air 574-es járatának katasztrófája
Az Adam Air 574-es járata egy belföldi utakat lebonyolító, Surabaya és Manado indonéz települések között közlekedő gép volt.  A PK-KKW lajstromjelű Boeing 737–400 típusú utasszállító repülőgép 2007. január 1-jén Celebeszen, Polevali közelében eltűnt a radarokról.

## A repülőgép
A gép lezuhanásakor 18 éves volt; ez a nyolcadik légitársaság, ahol utaztattak vele. 45 371 órát repült, s a használhatósági engedélyt legutoljára 2005. december 25-én adták ki az indonéz hatóságok. A következő ellenőrzésre 2007 januárjában került volna sor. A surabayai repülőtér illetékese szerint nem volt semmi észlelhető gond a gép felszállása előtt.

## A repülés története
2007. január 1-jén, helyi idő szerint 12:55-kor 96 utassal (85 felnőtt, 7 gyermek és 4 csecsemő) és hatfős személyzettel a fedélzetén a repülőgép elindult Surabajából. Az út során végig minden rendben volt egészen addig, míg a celebeszi légiirányító radarjáról el nem tűnt a repülőgép. Az utolsó kapcsolatfelvétel helyi idő szerint 14:55-kor történt. A gép utolsó ismert helyzetét egy szingapúri műhold jelezte. Ez a hely a d. sz. 1,30°, k. h. 124,45°1.300000°S 124.450000°E volt. Ekkor a gép 35 000 láb (10 668 méter) magasan repült.

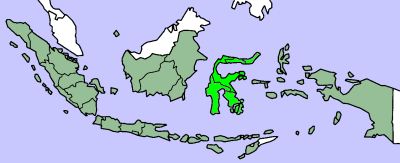
A térkép Celebesz helyét mutatja (világoszölddel) Indonézia szigetei között

A jelentések szerint a helyi időjárás viharos volt. Az Indonéz Meteorológiai és Geofizikai Intézet jelentése szerint a felhők 9000 méter magasan voltak, s itt a szél 55 km/h sebességű volt. A gép eltűnése előtt két vészjelzést is leadott.
Az utaslista tanúsága alapján a gépen túlnyomó részben indonézek utaztak, csak egy háromfős amerikai család volt a külföldiek között.

## A gép keresése
Egyes jelentések szerint a légierő gépei öt órával a menetrend szerinti érkezési időt követően megtalálták a repülőgép maradványait. Ezt a hírt később az indonéz hadsereg cáfolta. Az első légimarsall, Eddi Suyanto bejelentette: A helyszínt még nem találtuk meg. Nagyon sajnáljuk, hogy téves híreket közöltünk. A félrevezető információ forrása egy falusi vezető volt Harjanto faluban, aki arról tájékoztatta a Nemzeti Kutató Irodát, hogy megtalálta a repülőgép roncsait. Csak a kutatók helyszínre érkezése után derült ki, hogy hamis információt kaptak, mivel ezek a roncsok egy kompbalesetből származnak.

## A nyomozás
Az indonéz miniszterelnök elrendelte egy vizsgálat megindítását, ami a repülőgép eltűnésével és ennek okaival foglalkozik. Szintén ellenőrizni fogják a gép felkészültségét és útra alkalmasságát. Egy amerikai szakértőkből álló csoport is segíti a vizsgálatot.

## Megjegyzés
A gép indulási és érkezési helye között egy óra időeltolódás van.